# Brestowa Kopa
Brestowa Kopa lub Mała Brestowa (słow. Malá Brestová, 1913 m) – mało wybitny szczyt w zachodniej części słowackich Tatr Zachodnich. Znajduje się w grani głównej Tatr Zachodnich pomiędzy Brestową (1934 m) a Zuberskim Wierchem (1753 m). Wierzchołek jest skalisto-trawiasty i jest zwornikiem dla długiego grzbietu opadającego w kierunku północnym (z odchyleniem na zachód) do Polany Brestowej na dnie Doliny Zuberskiej. Grzbiet ten oddziela Dolinę Wolarską od Salatyńskiego Żlebu. Jego górna część pod Brestową Kopą nosi nazwę Cielęciarki. Południowe zbocza Brestowej Kopy opadają do Zadnich Kotlin – górnej części Doliny Bobrowieckiej Liptowskiej.
Brestowa Kopa znajduje się w grani zataczającej łuk ponad Zadnimi Kotlinami. Grań ta ma łagodne stoki, porośnięte głównie trawiastą roślinnością, a Brestowa Kopa niewiele tylko wznosi się ponad nią. Niegdyś tereny te były intensywnie wypasane. Dobrze prezentują się stąd pobliski Siwy Wierch i Osobita.
W czasie II wojny światowej w domku pracowników leśnych na wschodnich, opadających do Salatyńskiego Żlebu stokach Brestowej Kopy znajdował się szpitalik partyzancki. Po ataku Niemców na stacjonujący w Dolinie Zuberskiej duży oddział partyzantów słowackich i radzieckich, zniszczeniu w grudniu 1944 r. magazynu żywności i spaleniu schroniska na Zwierówce, ranni partyzanci znaleźli się w ciężkiej sytuacji. Mróz potęgował ich ciężkie położenie. 12 lutego 1945 r. zostali oni wraz z personelem uratowani przez polski oddział TOPR – w śnieżnej zawiei przetransportowano ich do Zakopanego przez Łuczniańską Przełęcz.

## Szlaki turystyczne
– czerwony, biegnący główną granią.
- Czas przejścia od przełęczy Palenica Jałowiecka na szczyt: 1 h, ↓ 40 min
- Czas przejścia z Małej Brestowej na Brestową: 20 min, ↓ 15 min